# 高川镇
高川镇，是中华人民共和国陕西省汉中市西乡县下辖的一个乡镇级行政单位。
2015年，陕西省民政厅批复同意撤销五里坝镇，并入高川镇。

## 行政区划
高川镇下辖以下地区：
五星村、八角楼村、宝华村、老君坝村、红庙村、周家河村、罗贯沟村、前进村、白云观村、葫芦庵村、莫家坡村、柏林村、大树村、薛河村、桃垭村、贯子沟村、田垭河村、陈家沟村、台子村、高桥村、鸳鸯池村、新华村和苏家庄村。